# Dactyloptena orientalis
Dactyloptena orientalis — вид скорпеноподібних риб родини довгоперові (Dactylopteridae). Це морський вид, що поширений на коралових рифах в Індо-Тихоокеанському регіоні від Червоного моря до Гаваїв та Полінезії на глибині до 100 м. Максимальний розмір тіла сягає близько 40 см.